# Siennica
Siennica è un comune rurale polacco del distretto di Mińsk, nel voivodato della Masovia.
Ricopre una superficie di 111 km² e il 31-12-2006 contava 6 912 abitanti.